# وانغ ليانغ
وانغ ليانغ (بالصينية: 王亮) (1 أبريل 1979 بشنيانغ في الصين - ) هو لاعب كرة قدم صيني في مركز الوسط. شارك مع منتخب الصين لكرة القدم. أما مع النوادي، فقد لعب مع شاندونغ لونينغ وLiaoning F.C. ‏.

## وصلات خارجية
- وانغ ليانغ على موقع ناشيونال فوتبول تيمز (الإنجليزية)
- وانغ ليانغ على موقع Soccerway.com (الإنجليزية)